# Syzeuctus laminatus
Syzeuctus laminatus är en stekelart som beskrevs av Henry Keith Townes, Jr. 1978. Syzeuctus laminatus ingår i släktet Syzeuctus och familjen brokparasitsteklar.

## Underarter
Arten delas in i följande underarter:
- S. l. texensis
- S. l. floridanus